# Serpophaga nigricans
El piojito gris (en Bolivia, Paraguay y Argentina) (Serpophaga nigricans), también denominado tiquitiqui oscuro o tiqui-tiqui de bañado (en Uruguay), es una especie de ave paseriforme de la familia Tyrannidae perteneciente al género Serpophaga. Es nativo del centro oriental de América del Sur.

## Distribución y hábitat

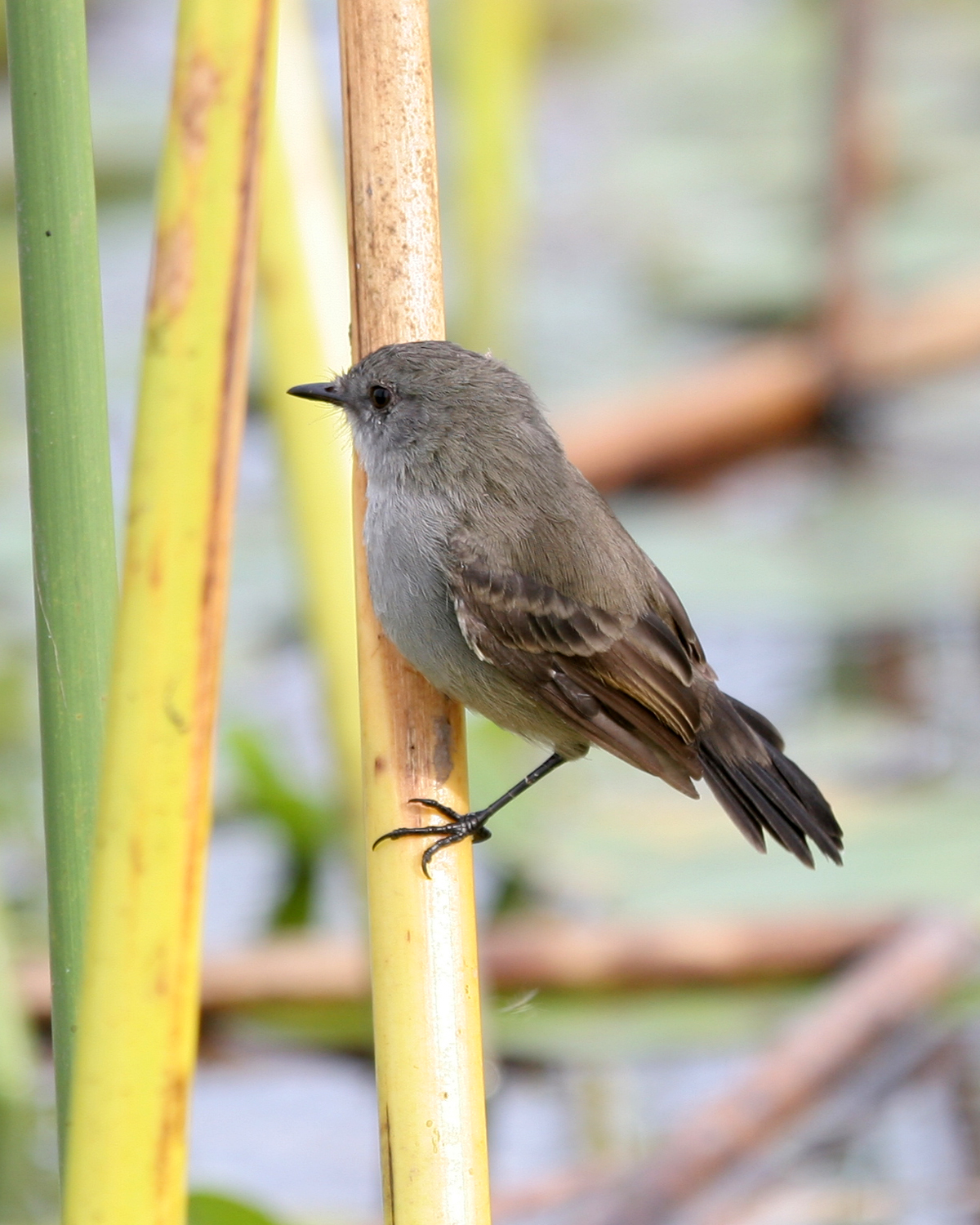
Hábitat del piojito gris

Se distribuye desde el sur de Bolivia (Tarija) y desde el sureste de Brasil (al sur desde Minas Gerais y Espírito Santo; con registros recientes en Tocantins y Bahía), al sur por Paraguay, hasta Uruguay y el centro sur de Argentina (hasta Río Negro).
Esta especie es considerada poco común en sus hábitats naturales: las áreas arbustivas y semiabiertas, siempre cerca de aguas, tanto estancadas como corrientes, hasta los 1000 m de altitud.

## Características
Es un pájaro palustre, inquieto, de color gris, con el vientre más claro, la corona oculta blanca, cola negra y alas parduzcas.Mide 11 cm de longitud.

## Alimentación
Se alimenta de insectos y larvas que halla en el agua, vegetación acuática o en el barro.

## Sistemática

### Descripción original
La especie S. nigricans fue descrita por primera vez por el naturalista francés Louis Pierre Vieillot en 1817 bajo el nombre científico Sylvia nigricans; su localidad tipo es: «Paraguay y Río de la Plata, restringido posteriormente para Paraguay».

### Etimología
El nombre genérico femenino «Serpophaga» se compone de las palabras del griego «serphos» que significa ‘mosquito’, ‘jején’, y «phagos» que significa ‘comer’; y el nombre de la especie «nigricans», en latín significa ‘negruzco’.

### Taxonomía
Los estudios de Chebez & Agnolin (2012) presentaron evidencias de que el género Serpophaga no es monofilético y propusieron un nuevo género: Holmbergphaga Chebez & Agnolin, 2012, agrupando a las especies Serpophaga cinerea, S. hypoleuca y la presente. Sin embargo, si separadas, el nombre Ridgwayornis W. Bertoni, 1925, tendría prioridad, según el Comité de Clasificación de Sudamérica (SACC).